# Albert Pakeiev
Albert Pakeiev   (Ussólie-Sibírskoie, 4 de juliol de 1968) és un boxejador rus, ja retirat, guanyador d'una medalla olímpica.
El 1996 va prendre part en els Jocs Olímpics d'Estiu d'Atlanta, on va guanyar la medalla de bronze en la categoria del pes mosca del programa de boxa. En el seu palmarès també destaca una medalla d'or en el Campionat d'Europa de boxa amateur de 1996, així com el campionat soviètic de 1988 i de Rússia de 1992, 1993 i 1994.